# حسني دويدار
الدكتور حسني دويدار محامي بمحكمة النقض، ترشح كمستقل على المقعد الفردي بدائرة المنتزه بالإسكندرية في انتخابات مجلس الشعب المصري 2011-2012 متحالفاً مع حزب الحرية والعدالة، فحاز على مقعده في «برلمان الثورة» يوم 6 ديسمبر 2011، متفوقاً على منافسه على المقعد المتحدث الرسمي باسم الدعوة السلفية في الإسكندرية عبد المنعم الشحات.